# 대광고등학교 (서울)
대광고등학교(大光高等學校)는 대한민국 서울특별시 동대문구 신설동에 위치한 자율형 사립 고등학교이다.

## 학교 연혁
- 1947년 11월 25일 : 대광 중학교로 설립인가(설립자 한경직 목사)
- 1947년 12월 4일 : 임시교사 '피어선 성경학원' 에서 개교
- 1949년 1월 20일 : 초대 교장으로 백영엽 목사 취임
- 1949년 2월 9일 : 현 교지로 이전(6,589평)
- 1949년 6월 1일 : 제1회 졸업식(6년제 중학교)
- 1950년 6월 27일 : 6.25 사변으로 학교운영 중단
- 1953년 10월 15일 : 서울에 복교(피난지 부산 임시교사에서)
- 1957년 10월 30일 : 교사 12교실 신축 낙성 (연 475평)
- 1958년 10월 30일 : 고등학교 교사 증축 낙성 (특별교실 연 268.4평)
- 1959년 10월 30일 : 중학교 교사 신축 낙성 (연 792.4평)
- 1961년 10월 30일 : 대강당 신축낙성 (연 828평, 좌석 1,916석)
- 1968년 10월 30일 : 과학관 신축 낙성(연 998평)
- 1972년 10월 30일 : 개교 25주년 기념식 거행, 체육관 신축낙성(연 1,005평), 대광인상 건립
- 1983년 11월 30일 : 고등학교 교사중축 낙성(연 1,162평)
- 1998년 7월 30일 : 예능관 준공식(연건평 436.6평)
- 2007년 10월 25일 : 대광 역사관 리모델링 개관
- 2011년 3월 2일 : 자율형 사립고 입학식
- 2018년 12월 1일 : 제3대 김운성 이사장 취임
- 2021년 9월 1일 : 제14대 교장 조순묵 박사 취임
- 2022년 2월 10일 : 제74회 자율형사립고 졸업식 거행(연 30,100명)

## 참고 자료
- 대광고등학교 - 한국교육학술정보원 학교알리미